# Frank W. Boykin
Frank William Boykin, född 21 februari 1885 i Choctaw County i Alabama, död 12 mars 1969 i Washington, D.C., var en amerikansk demokratisk politiker. Han var ledamot av USA:s representanthus 1935–1963. Efter tiden i kongressen dömdes han för maktmissbruk i samband med en korruptionsskandal men benådades 1965 av president Lyndon B. Johnson.
Boykin flyttade 1915 till Mobile och var verksam som affärsman inom bland annat timmer- jordbruks och fastighetsbranscherna. Han efterträdde 1935 John McDuffie som kongressledamot och satt kvar fram till år 1963.
Boykin avled 1969 och gravsattes på Pine Crest Cemetery i Mobile.